# Darna Zaroori Hai
Darna Zaroori Hai (hindi: डरना ज़रूरी है, ै, urdu: ڈرنا ضروری ہے) – indyjski horror, w którym stara dama opowiada piątce dzieci kilka budzących strach historii.

## Historia 1
Grają: Manoj Pahwa. Reżyser: Sajid Khan.

## Historia 2
Grają: Amitabh Bachchan i Riteish Deshmukh. Reżyser: Ram Gopal Varma.

## Historia 3
Grają: Arjun Rampal, Bipasha Basu i Makrand Deshpande. Reżyser: Prawal Raman.

## Historia 4
Grają: Sunil Shetty, Sonali Kulkarni i Rajpal Yadav. Reżyser: Vivek Shah.

## Historia 5
Grają: Anil Kapoor i Mallika Sherawat. Reżyser: Jijy Philip.

## Historia 6
Grają: Randeep Hooda, Zakir Hussain i Rasika Joshi. Reżyser: J.D Chakravarthy.

## Historia 7
Stara dama i pięcioro dzieci. Reżyser: Manish Gupta.